# Stade de la Maladière (1924 – 2004)
Pour le nouveau stade, voir Stade de la Maladière.
Le stade de la Maladière est un stade de football situé dans le quartier de La Maladière à Neuchâtel, en Suisse, au bord du lac de Neuchâtel.

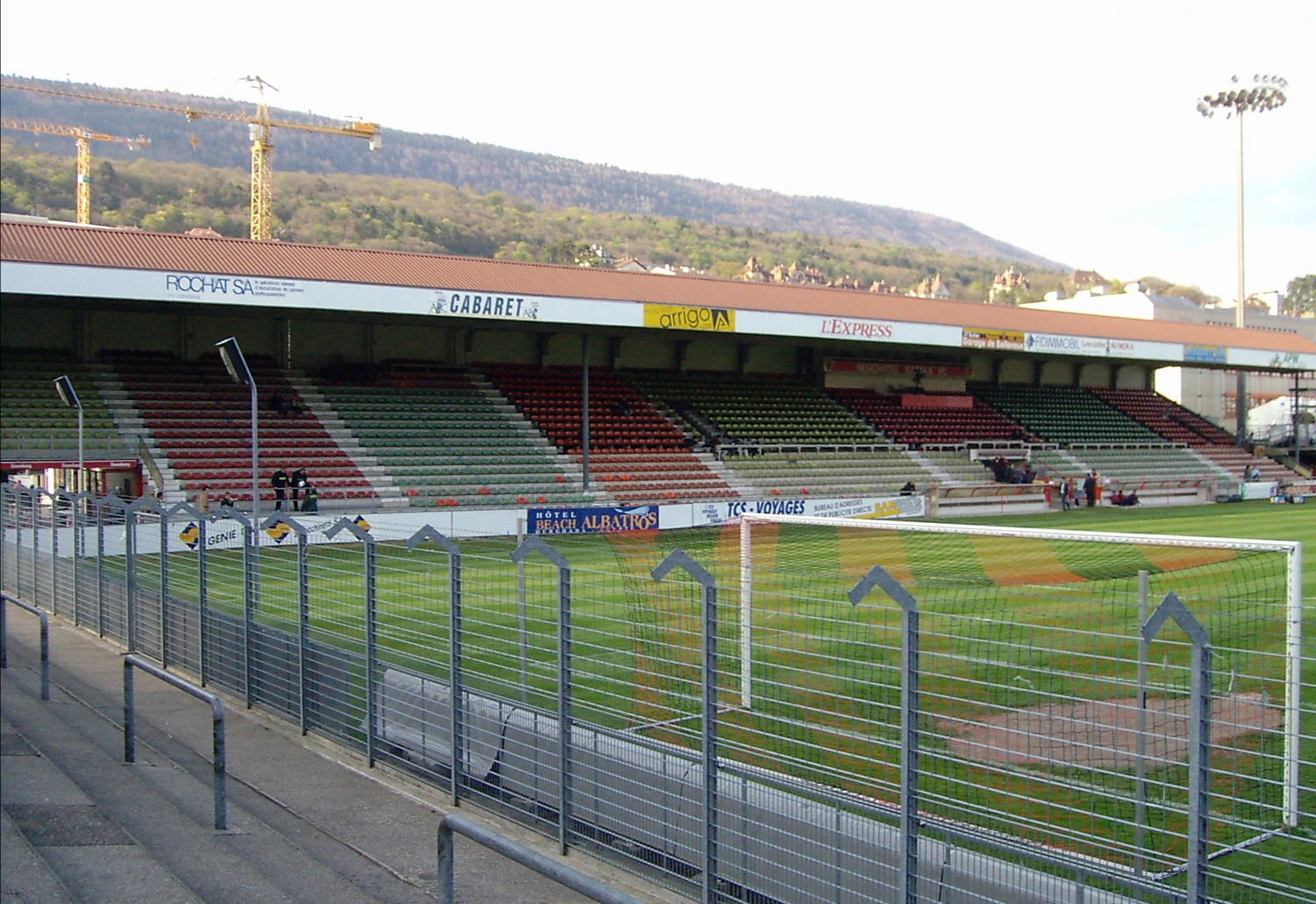
Vue de la tribune nord du stade, le 24 avril 2004.

Il est le stade principal du FC Cantonal Neuchâtel et de Neuchâtel Xamax, de 1924 à 2004 et est démoli entre 2004 et 2005 pour laisser place à la nouvelle enceinte de La Maladière.

## Histoire

### Stade de 1924 à 2004

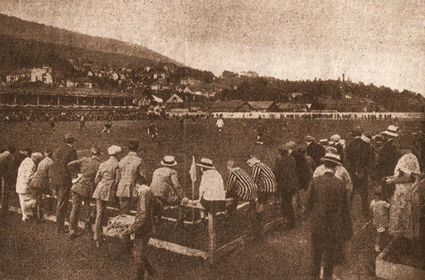
Le stade de la Maladière vers les années 1950.

Le stade, construit pour le FC Cantonal Neuchâtel, fut mis en service du 6 septembre 1924 au 5 juin 2004, date à laquelle il est officiellement fermé. La démolition débute 2 jours plus tard.

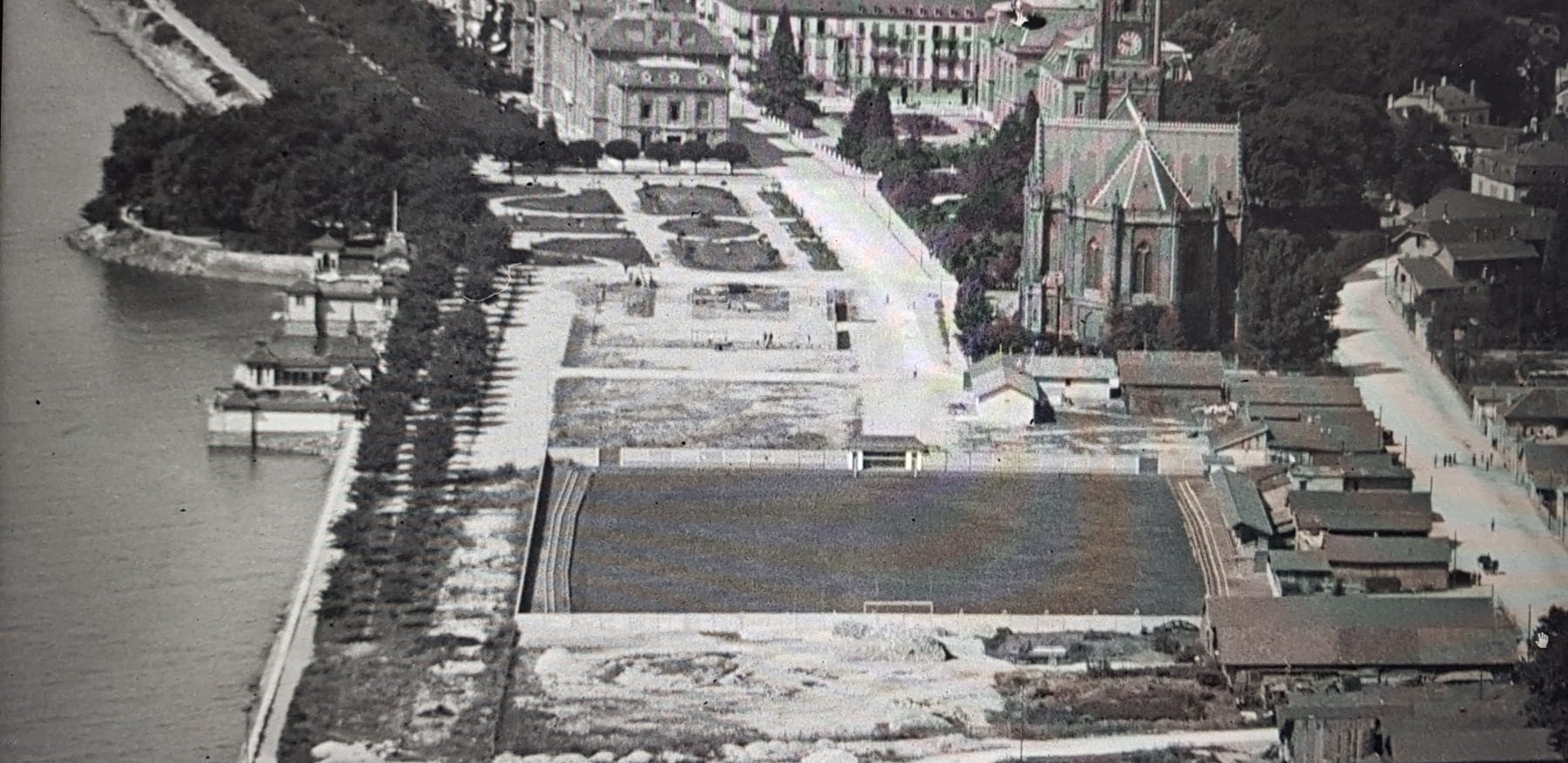
Le stade de la Maladière en 1930.

Le stade ayant une capacité de 10 000 places à sa construction eût une affluence records de 25'500 spectateurs lors du match de Coupe UEFA 1985-1986 opposant le Neuchâtel Xamax au Real Madrid (victoire 2-0).
Lors de sa démolition le stade pouvait comporter jusqu'à 22 130 spectateurs.

### Nouveau stade
Le nouveau complexe sportif de La Maladière est inauguré, devant les 11 997 spectateurs (à guichets fermés), le 18 février 2007 lors d'un match amical entre le FC La Chaux-de-Fonds et Neuchâtel Xamax qui se finira sur une victoire de 3 à 2 pour Xamax.

## Événements

### Matchs internationaux
Entre 1983 et 1991, l'équipe de Suisse y dispute 4 rencontres internationales :
| Date              | Adversaire      | Résultat | Spectateurs | Compétition                  |
| ----------------- | --------------- | -------- | ----------- | ---------------------------- |
| 7 septembre 1983  | Tchécoslovaquie | 0-0      | 8 200       | Match amical                 |
| 19 mai 1987       | Malte           | 4-1      | 5 400       | Éliminatoires de l'Euro 1988 |
| 20 septembre 1989 | Portugal        | 1-2      | 18 400      | Éliminatoires CM 1990        |
| 3 avril 1991      | Roumanie        | 0-0      | 15 700      | Éliminatoires de l'Euro 1992 |

### Matchs européens
Neuchâtel Xamax dispute de nombreux matchs, dans son stade, lors de coupes d'Europe, voici ci-dessous la liste des matchs joués entre 1970 et 2012.
| Date              | Match                                         | Résultat final intérieur (Résultat final extérieur) | Type de match                                                          | Affluence |
| ----------------- | --------------------------------------------- | --------------------------------------------------- | ---------------------------------------------------------------------- | --------- |
| 16 septembre 1981 | Neuchâtel Xamax - Sparta Prague               | 4-0 (2-3)                                           | Trente-deuxièmes de final de la Coupe UEFA 1981-1982                   | 10 500    |
| 4 novembre 1981   | Neuchâtel Xamax - Malmö FF                    | 1-0 (1-0)                                           | Seizièmes de final de la Coupe UEFA 1981-1982                          | 12 700    |
| 9 décembre 1981   | Neuchâtel Xamax - Sporting Lisbonne           | 1-0 (0-0)                                           | Huitièmes de final de la Coupe UEFA 1981-1982                          | 17 118    |
| 17 mars 1982      | Neuchâtel Xamax - Hambourg SV                 | 0-0 (2-3)                                           | Quarts de final de la Coupe UEFA 1981-1982                             | 22 000    |
| 3 octobre 1984    | Neuchâtel Xamax - Olympiakos Pirée            | 2-2 (0-1)                                           | Trente-deuxièmes de final de la Coupe UEFA 1984-1985                   | 11 100    |
| 18 septembre 1985 | Neuchâtel Xamax - Sportul Studentesc Bucarest | 3-0 (4-4)                                           | Trente-deuxièmes de final de la Coupe UEFA 1985-1986                   | 14 800    |
| 6 novembre 1985   | Neuchâtel Xamax - Lokomotiv Sofia             | 0-0 (1-1)                                           | Seizièmes de final de la Coupe UEFA 1985-1986                          | 17 200    |
| 11 décembre 1985  | Neuchâtel Xamax - Dundee United               | 3-1 a.p. (1-2)                                      | Huitièmes de final de la Coupe UEFA 1985-1986                          | 17 400    |
| 19 mars 1986      | Neuchâtel Xamax - Real Madrid CF              | 2-0 (0-3)                                           | Quarts de final de la Coupe UEFA 1985-1986                             | 25 500    |
| 16 septembre 1986 | Neuchâtel Xamax - Lyngby Copenhague           | 2-0 (3-1)                                           | Trente-deuxièmes de final de la Coupe UEFA 1986-1987                   | 8 200     |
| 5 novembre 1986   | Neuchâtel Xamax - Groningue                   | 1-1 (0-0)                                           | Seizièmes de final de la Coupe UEFA 1986-1987                          | 11 600    |
| 16 septembre 1987 | Neuchâtel Xamax - Kuusysi Lahti               | 5-0 (1-2)                                           | Seizièmes de final de la Coupe des clubs champions européens 1987-1988 | 12 500    |
| 21 octobre 1987   | Neuchâtel Xamax - Bayern Munich               | 2-1 (0-2)                                           | Huitièmes de final de la Coupe des clubs champions européens 1987-1988 | 21 322    |
| 5 octobre 1988    | Neuchâtel Xamax - Larissa                     | 2-1 a.p. (3-0) (1-2)                                | Seizièmes de final de la Coupe des clubs champions européens 1988-1989 | 12 200    |
| 26 octobre 1988   | Neuchâtel Xamax - Galatasaray Istanbul        | 3-0 (0-5)                                           | Huitièmes de final de la Coupe des clubs champions européens 1988-1989 | 23 000    |
| 3 octobre 1990    | Neuchâtel Xamax - Estrela Amadora             | 1-1 a.p. (3-4) (1-1)                                | Seizièmes de final de la Coupe des Vainqueurs de Coupes 1990-1991      | 12 400    |
| 17 septembre 1991 | Neuchâtel Xamax - Floriana La Valette         | 2-0 (0-0)                                           | Trente-deuxièmes de final de la Coupe UEFA 1991-1992                   | 4 200     |
| 22 octobre 1991   | Neuchâtel Xamax - Celtic Glasgow              | 5-1 (0-1)                                           | Seizièmes de final de la Coupe UEFA 1991-1992                          | 11 300    |
| 27 novembre 1991  | Neuchâtel Xamax - Real Madrid CF              | 1-0 (0-4)                                           | Huitièmes de final de la Coupe UEFA 1991-1992                          | 17 500    |
| 15 septembre 1992 | Neuchâtel Xamax - Frem Copenhague             | 2-2 (1-4)                                           | Trente-deuxièmes de final de la Coupe UEFA 1992-1993                   | 4 000     |
| 22 août 1995      | Neuchâtel Xamax - Étoile Rouge Belgrade       | 0-0 (1-0)                                           | Qualifications pour la Coupe UEFA 1995-1996                            | 6 500     |
| 12 septembre 1995 | Neuchâtel Xamax - AS Roma                     | 1-1 (0-4)                                           | Trente-deuxièmes de final de la Coupe UEFA 1995-1996                   | 9 600     |
| 20 août 1996      | Neuchâtel Xamax - Anorthosis Famagouste       | 4-0 (2-1)                                           | Qualifications pour la Coupe UEFA 1996-1997                            | 4 100     |
| 24 septembre 1996 | Neuchâtel Xamax - Dynamo Kiev                 | 2-1 (0-0)                                           | Trente-deuxièmes de final de la Coupe UEFA 1996-1997                   | 8 600     |
| 29 octobre 1996   | Neuchâtel Xamax - Helsingborg IF              | 1-1 (0-2)                                           | Seizièmes de final de la Coupe UEFA 1996-1997                          | 7 200     |
| 1997              | Neuchâtel Xamax - Tiligul Tiralspol           | 7-0 (3-1)                                           | Tour préliminaire de la Coupe UEFA 1997-1998                           | 3 700     |
| 1997              | Neuchâtel Xamax - Viking Stavanger            | 3-0 (1-2)                                           | Qualifications pour la Coupe UEFA 1997-1998                            | 6 100     |
| 30 septembre 1997 | Neuchâtel Xamax - Inter Milan                 | 0-2 (0-2)                                           | Trente-deuxièmes de final de la Coupe UEFA 1997-1998                   | 11 100    |
| 27 juin 1999      | Neuchâtel Xamax - Shelbourne FC               | 2-0 (0-0)                                           | Premier tour de la Coupe Intertoto 1999                                | 2 500     |
| 3 juillet 1999    | Neuchâtel Xamax - Vasas Budapest              | 0-2 (0-1)                                           | Deuxième tour de la Coupe Intertoto 1999                               | 1 500     |
| 25 juin 2000      | Neuchâtel Xamax - MyPa Anjalankoski           | 3-3 (2-1)                                           | Premier tour de la Coupe Intertoto 2000                                | 800       |
| 1er juillet 2000  | Neuchâtel Xamax - VfB Stuttgart               | 1-6 (1-4)                                           | Deuxième tour de la Coupe Intertoto 2000                               | 1 600     |
| 2003              | Neuchâtel Xamax - FC La Valette               | 2-0 (2-0)                                           | Qualifications pour la Coupe UEFA 2003-2004                            | 2 300     |
| 15 octobre 2003   | Neuchâtel Xamax - AJ Auxerre                  | 0-1 (0-1)                                           | Soixante-quatrièmes de final de la Coupe UEFA 2003-2004                | 5 585     |

a.p. = après prolongations / () en gras = tirs au but / () en italique = résultats dans le stade de l'adversaire